# Qabr-e Rameẕān
Qabr-e Rameẕān (persiska: قبر رمضان) är en ort i Iran.   Den ligger i provinsen Lorestan, i den centrala delen av landet, 300 km sydväst om huvudstaden Teheran. Qabr-e Rameẕān ligger 1 861 meter över havet och antalet invånare är 131.
Terrängen runt Qabr-e Rameẕān är huvudsakligen kuperad, men den allra närmaste omgivningen är platt.Runt Qabr-e Rameẕān är det ganska tätbefolkat, med 72 invånare per kvadratkilometer. Närmaste större samhälle är Aznā, 15,0 km nordost om Qabr-e Rameẕān. Trakten runt Qabr-e Rameẕān består i huvudsak av gräsmarker.